# آبشار شاهان‌دشت
آبشار شاهان‌دشت بزرگ‌ترین آبشار استان مازندران و بلندترین آبشار ایران از نظر مجموع ارتفاع و یکی از آثار ملی کشور در فهرست آثار ملی ایران است. این آبشار در روستای شاهان‌دشت واقع در ۶۵ کیلومتری شهر آمل در بخش گزنکقرار دارد و از سمت جاده نسبت به آن دید وجود دارد. این آبشار دائمی در سمت جنوبی جاده و رودخانه هراز قابل مشاهده است.
این آبشار از کنار قلعه ملک بهمن بر روی یک کوه هرمی شکل مشرف به روستای شاهان‌دشت به پایین می‌ریزد. در ارتفاعات مشرف به روستای شاهان‌دشت، آبشار اصلی شاهان‌دشت با ارتفاع ۵۱ متر بزرگ‌ترین آبشار استان مازندران به‌شمار می‌رود که این آبشار که دارای سه آبشار متعدد است در مجموع ارتفاعی در حدود ۱۸۰ متر دارد.